# Abel Gance
Abel Gance (Paris, 25 de outubro de 1889 — Paris, 10 de novembro de 1981) foi um cineasta, produtor e editor de filmes, escritor e ator francês.

## Carreira
Gance era filho ilegítimo. Seus pais queriam que ele se tornasse um advogado, mas desde a infância Gance foi atraído pelo teatro. Ele fez sua primeira apresentação como ator em Bruxelas com a idade de 19 anos e atuou em seu primeiro filme em 1909 em Molière.
Ele continuou atuando e escrevendo roteiros antes de formar a sua própria companhia de produção em 1911. No mesmo ano, ele fez seu primeiro filme, La Digue, mas foi um fracasso. Sua nova produção, Victoire de Samothrace, no qual ele apareceria ao lado de Sarah Bernhardt, foi cancelado com a eclosão da Primeira Guerra Mundial.
Devido à sua frágil saúde, Gance conseguiu não participar da maior parte da guerra e ele retornou a fazer filmes, agora com mais sucesso. Em 1919, ele obteve o reconhecimento internacional com seu filme épico de três horas J’Accuse, um filme contra a guerra que incluiu cenas de batalhas ao longo do fim da Primeira Guerra. O filme usou técnicas experimentais que Gance desenvolveria mais tarde em seu filme maior, Napoléon (1927). O sucesso desse filme foi prejudicado pela duração de seis horas e por necessitar de equipamentos de projeção de filmes especiais para mostrá-lo, particularmente na sua parte final onde a tela triplica em tamanho para mostrar um panorama chocante de um campo de batalha.
Um filme de orçamento pequeno e filme secundário, Vénus aveugle (1941), sobre um casal, uma tragédia de barco e fantasia, mostra uma terrível tendência para os efeitos melodramáticos e o constante desejo para a criação de um poderoso imaginário poético. O filme  tem muita quebra de continuidade.
Gance não conseguiu fazer bem a transição do filme mudo para o falado. Embora ele tenha continuado a fazer filmes por muitas décadas, ele nunca mais alcançou o reconhecimento e o sucesso que ele havia experimentado nos anos de 1920. Ele gastou muito do seu tempo modernizando seus antigos filmes mudos, produzindo versões sonoras para suas obras-primas anteriores, J'Accuse e Napoléon.

Abel Gance e José Lewgoy, 1954. Arquivo Nacional

Abel Gance foi um gigante que teve sua ambições frustradas. Em La Roue, ele empregou, pela primeira vez, a chamada "montagem acelerada", com o intuito de transmitir a ideia abstrata da velocidade. Um maquinista enlouquece e abandona o trem que, desembestado, corre em direção à catástrofe. Os planos decupados mostram sucessivamente o trem, as rodas em movimento, o rosto calmo de uma passageira que ignora o seu destino. A cada momento, essas imagens são retomadas em planos cada vez mais curtos e gestos cada vez mais rápidos, fazendo o público acompanhar a marcha para o desastre. Em Napoléon(1928), Gance introduz as técnicas narrativas mais revolucionárias que o cinema conheceu até então: emprega câmeras em trenós, movidas por controle remoto, e objetivas envolvidas em espuma, para serem socadas, câmeras movidas a cilindros de ar comprimido e postas em dorsos de cavalos; tela dividida em nove imagens; câmera acoplada a um pêndulo; máquinas para fazer jorrar milhares de litro de água numa simulação de tempestade; e "polivisão" com projeção de cenas em três telas justapostas. Na sua versão original, o filme durava 9 horas. Pouco sobrou desse monumento. A indústria cinematográfica era pequena demais para a visão de Gance. Lançado na transição do mundo para o sonoro, o filme foi mutilado de todas as formas pelos distribuidores, para viabilizar sua comercialização. Deve-se ao historiador Kewin Bownlow a mais completa reconstituição de Napoléon com pouco mais de cinco horas. Abel Gance também sonhou, durante toda a vida, em materializar num épico a aventura de Cristóvão Colombo, num filme que deveria ser ainda mais grandioso. Sem obter apoio fincanceiro, o projeto de Gance modificou-se com o tempo, até transformar-se num esboço de minissérie de televisão; mas nem assim conseguiu ser realizado; dele restou "apenas" um roteiro de quase mil páginas.
Em 1943, ele fugiu da França para escapar da ocupação nazista. Ele voltou a produzir filmes em 1960 com dramas históricos tais como Austerlitz. Ele morreu em 1981 de tuberculose antes que pudesse realizar seu sonho de fazer um filme épico sobre Cristóvão Colombo.

## Filmografia
- 1911: La Digue
- 1912: Il y a des pieds au plafond
- 1912: La Pierre philosophe
- 1912: Le Masque d'horreur
- 1912: Le Nègre blanc
- 1915: La Fleur des ruines
- 1915: La Folie du docteur Tube
- 1915: L'Énigme de dix heures
- 1915: L'Héroïsme de Paddy
- 1915: Strass et Compagnie
- 1915: Un drame au château d'Acre
- 1916: Ce que les flots racontent
- 1916: Fioritures
- 1916: Le Fou de la falaise
- 1916: Le Périscope
- 1916: Les Gaz mortels (também conhecido por Le brouillard sur la ville)
- 1917: Barberousse
- 1917: La Zone de la mort (filme perdido)
- 1917: Le Droit à la vie
- 1917: Mater Dolorosa
- 1918: Ecce Homo (filme não concluído)
- 1918: La Dixième Symphonie
- 1919: J'accuse
- 1923: La Roue
- 1924: Au secours !
- 1927: Napoléon
- 1928: Marines et cristaux (curta-metragem)
- 1931: La Fin du monde
- 1932: Mater Dolorosa
- 1933: Le Maître de forges co-digirido por Fernand Rivers
- 1934: La Dame aux camélias co-digirido por Fernand Rivers
- 1934: Poliche
- 1935: Jérôme Perreau, héros des barricades
- 1935: Le Roman d'un jeune homme pauvre
- 1935: Lucrèce Borgia
- 1935: Napoléon Bonaparte
- 1937: Un grand amour de Beethoven
- 1938: J'accuse
- 1938: Le Voleur de femmes
- 1939: Louise
- 1940: Paradis perdu
- 1941: Vénus aveugle
- 1943: Le Capitaine Fracasse
- 1953: Quatorze juillet (documentário)
- 1955: La Tour de Nesle
- 1956: Magirama (série de curta-metragens: Auprès de ma blonde, Fête foraine, Begone Dull Care, Le Départ de l’armée d’Italie, Châteaux de nuages)
- 1960: Austerlitz
- 1964: Cyrano et d'Artagnan
- 1966: Marie Tudor (filme para televisão)
- 1967: Valmy (filme para televisão terminado por Jean Chérasse)
- 1971: Bonaparte et la Révolution